# 長野県飯山照丘高等学校
長野県飯山照丘高等学校（ながのけん いいやまてるおかこうとうがっこう）は、長野県飯山市に存在した公立高等学校である。

## 概要
文化祭は「照丘祭」と称していた。

### 教育目標
- 強健な身体と不屈の精神を培う。
- 敬愛と強調の精神を養う。
- 自らの責任を重んじ、進んで学習する習慣を身につける。

## 沿革
- 1948年4月1日 - 長野県飯山南高等学校に定時制課程を設置（本校、太田分校、外様分校、永田分校、常盤分校、岡山分校、豊井分校）。
- 1954年3月31日 - 岡山分校を廃止。
- 1957年3月31日 - 永田分校、豊井分校を廃止。
- 1957年4月1日 - 豊田分校を設置。
- 1961年3月31日 - 大田分校、外様分校、常盤分校を廃止。
- 1961年4月1日 - 長野県飯山南高等学校の定時制課程に照丘分校を設置。
- 1962年4月1日 - 長野県飯山南高等学校豊田分校を廃止し、照丘分校に統合。
- 1967年4月1日 - 定時制照丘分校を廃止し、全日制課程に転換。
- 1974年1月1日 - 照丘分校が独立し、長野県飯山照丘高等学校となる。
- 1974年9月1日 - 校章、校旗を制定。
- 1975年 - 校歌を制定。
- 1983年11月13日 - 設立十周年記念式典･校歌碑除幕･｢創立三十五周年独立十周年記念。
- 1989年4月1日 - 「特色ある高校づくり推進事業」指定校となる。（平成5年まで）
- 1993年6月 - 設立20周年記念式典。
- 2003年4月1日 - コース制（実務情報コース、進学コース）を導入。
- 2003年10月18日 - 設立30周年記念式典。
- 2007年4月1日 - 長野県飯山南高等学校と統合し長野県飯山高等学校となる。
- 2009年3月31日 - 閉校。

## 基礎データ

### 所在地
- 長野県飯山市大字照里808番地

### アクセス
- 東日本旅客鉄道 飯山線：戸狩野沢温泉駅